# 中村健二郎
中村 健二郎（なかむら けんじろう、1947年(昭和22年)3月6日 - 1979年(昭和54年)10月27日）は、日本の経済学者。東京工業大学工学博士。専門はゲーム理論、社会工学。社会選択理論にゲーム理論を導入し、「中村の定理」や「中村ナンバー」は世界的に知られている。東京工業大学手島精一記念研究賞の一つ、「中村健二郎賞」にも名を残す。
東京工業大学理工学部数学科、同大学院数学専攻修士課程、同大学院社会工学専攻博士後期課程と、一貫して鈴木光男のもとでゲーム理論研究に打ち込む。工学部社会工学科助手、理学部情報科学科助手を経て、一般教養統計学担当助教授に就任するが、その直後に32歳で死去。その早い死は国内外のゲーム理論研究者に惜しまれた。

## 生涯

### 大学学部まで
1947年3月6日生まれ。
1966年4月に中村は東京工業大学に入学し、翌年1967年に理学部数学科へ進学。鈴木光男の講義を受けていた社会工学科の友人・林亜夫の影響でゲーム理論に興味を持ち、雑誌『数理科学』に掲載された鈴木の記事を読む。
中村はゲーム理論を学ぶ気になり、林を通じて鈴木にも打診する。4年生になると所属する学科に関係なく研究室を希望できたため、中村は数学科ながら社会工学科の鈴木研究室に所属した。同期生に林や中山幹夫がいる。

### 鈴木光男研究室時代
1970年（1969年度末）、中村は卒業論文「ミニマックス定理と不動点定理および分離定理との関係」を提出し、同年4月に東京工業大学大学院理工学研究科数学専攻に進学。同専攻の教授・国沢清典の指導を受けるとともに、引き続き鈴木研究室でゲーム理論の研究を続ける。1971年11月、最初の学会発表を経験する。1972年（1971年度末）、修士論文「Mーquota Game のKー安定」を書き上げ、4月からは社会工学専攻で博士後期課程に進学する。
鈴木が1973年に出版した『ゲーム理論の展開』では、他の研究室メンバーとともに中村も分担執筆を担当。「コアの理論」「手付けの存在を前提としないn人ゲームの理論」「シャープレイ値」「k安定の理論」を執筆した。1974年9月、ドイツで行われた“International Workshop on Basic Problem of Game Theory”に鈴木とともに招待される。中村は“The core of a simple game with ordinal preferences”を報告した。
中村は社会選択理論にゲーム理論を適用し、拡大戦略系ゲームという概念を提案。従来個別に検討されてきた多くの社会選択理論をゲーム理論で統一的に扱った。1975年3月、中村は博士後期課程を修了し、工学博士の学位を取得。社会工学における最初の工学博士とされる。学位取得後は工学部社会工学科の助手に就任するが、1976年に鈴木が理学部情報科学科へ移籍した際に、中村も一緒に同学科へ異動している。私生活では1973年に父を失っていた中村であったが、同年12月に結婚している。
研究室では、1975年に農林水産省から来ていた黒川泰亨と共同研究を実施。1976年には鈴木との共著で『社会システム ―ゲーム論的アプローチ―』 が出版され、「社会工学的な分野の柱石」と評価された。また、2学年下の金子守とは、ナッシュの社会厚生関数に取り組み、中山幹夫とはハーサニの社会厚生関数を研究している。大学院時代の岡田章とは学会誌の解説記事を執筆し、学会活動ではオペレーションズリサーチ学会で研究普及委員を務めている。

なお、中村は博士論文で投票ゲームでコアが空でない条件を導出しており、これをさらに発展した単純ゲームのコアが空でないための条件を導くKeyナンバーを定義する。この数はペレグによって中村ナンバー（Nakamura-number、中村数）と名付けられた。これはアメリカの教科書や講義でも、紹介されている。 

### 助教授昇進、死去
1978年9月1日、東京工業大学一般教養統計学担当助教授に就任。しかし1979年から体調を崩し、10月27日、享年32歳で死去。学会（国際会議、カンファレンス）でルーカスが中村の死を報告した際、会場はどよめいたという。
その後、鈴木光男は中村の遺稿集を編纂し、1981年に『中村健二郎遺稿集 ゲーム理論と社会選択』と題して出版。この遺稿集の書評論文（渡部 1982）を執筆した慶應義塾大学の渡部隆一は、短い人生における業績の数々に驚いている。
なお、中村の墓は青山墓地に設けられた。また、遺族は大学に3千万円を寄付し、1989年に手島精一記念研究賞の一つとして「中村健二郎賞」が設立される。同賞では35歳以下の若手研究者を顕彰している。

## 主な著作

### 著書
- 鈴木光男、中村健二郎 『社会システム ―ゲーム論的アプローチ―』 共立出版〈エンジニアリング・サイエンス講座 32〉、1976年4月。ISBN 4320070542。
- 鈴木光男 編著『ゲーム理論の展開』 東京図書、1973年 - 分担執筆（3、4、5、7章）[20][21]
- 中村健二郎『中村健二郎遺稿集 ゲーム理論と社会選択』 鈴木光男 編、勁草書房、1981年[18][40][注釈 3]

### 論文
- 鈴木光男, 中村健二郎「社会的意志決定とcoalition power」『季刊 理論経済学』第23巻第3号、日本経済学会、1973年、1-12頁、doi:10.11398/economics1950.23.3_1、ISSN 0557-109X、NAID 130006936336。
- Nakamura, K. (1973), “ψ-Stability of a cooperative game without side payment”, International Journal of Game Theory 2(3): 129-140
- Nakamura, K. (1975), “The core of a simple game with ordinal preferences”, International Journal of Game Theory 4(2): 95-104
- Ishikawa, S., Nakamura, K. and Okada, A. (1977), “A note on existence of a continuous utility function”, Keio Economic Studies 16(1/2): 53-56
- 黒川泰亨、中村健二郎「不確実性下における林業経営計画」、『オペレーションズ・リサーチ学会論文誌』第20巻第4号、1977年12月、259-272頁。
- NAKAMURA KENJIRO「NECESSARY AND SUFFICIENT CONDITIONS ON THE EXISTENCE OF A CLASS OF SOCIAL CHOICE FUNCTIONS」『季刊 理論経済学』第29巻第3号、JAPANESE ECONOMIC ASSOCIATION、1978年、259-267頁、ISSN 0557-109X、NAID 130004999107。
- Nakamura, K. (1979), “The vetoers in a simple game with ordinal preferences”, International Journal of Game Theory 8(1): 55-61
- Ishikawa, S. and Nakamura, K. (1979), “On the existenc of the core of a characteristic function game with ordinal preferences”, Journal of the Operations Research Society of Japan 22(3): 225-232 [注釈 4]
- Kaneko, M., Nakamura, K. (1979), “The Nash social welfare function”, Econometrica 47(2): 423-435
- Nakamura, K. and Ishikawa, S. (1980). “Representation of characteristic function games by social choice functions”, International Journal of Game Theory 9(4): 191-199

### 紀要・Proceedings
- Nakamura, K. (1977), “The equivalence of the Mini-max theorem and a separation theorem”, Research Report of the Department of Information Sciences, Tokyo Institute of Technology[42]
- 中村健二郎「A Composite Objective Function for the Multi-Objective Programmings (数理計画と決定過程論)」『数理解析研究所講究録』第299巻、京都大学数理解析研究所、1977年6月、8-26頁、CRID 1050001335649241728、hdl:2433/106273、ISSN 1880-2818、NAID 110007365158。
- 中村健二郎, 中山幹夫「Discrepancy between Harsanyi and Diamond on Social Preferences」『富山大学紀要. 富大経済論集』第24巻第2号、富山大学、1978年11月、233-237頁、CRID 1570854176798862464、ISSN 02863642、NAID 110000398173。「機関リポジトリでの公開なし(2024-01-10)」
- Nakamura, K. and Nakayama, M. (1978), “Note on Harsanyi′s Social Welfare Function”, 富山大学紀要 富大経済論集 23(3): 563-568. NAID 110000398150
- Nakamura, K. (1979), “Unification of existence theorem of social choice functions by simple games (I)”, Discussion Paper of Tokyo Institute of Technology[42]
- Nakamura, K. (1979), “Unification of existence theorem of social choice functions by simple games (II)”, Proceedings of the Keio Economic Research Projects 1979: 1-24[42]

### 解説
- 中村健二郎、岡田章「国際関係の結果予測の展開形ゲーム ―シナリオ・バンドル法―」、『オペレーションズ・リサーチ 経営の科学』第23巻第4号、1978年4月、232-239頁。